# 제로니모

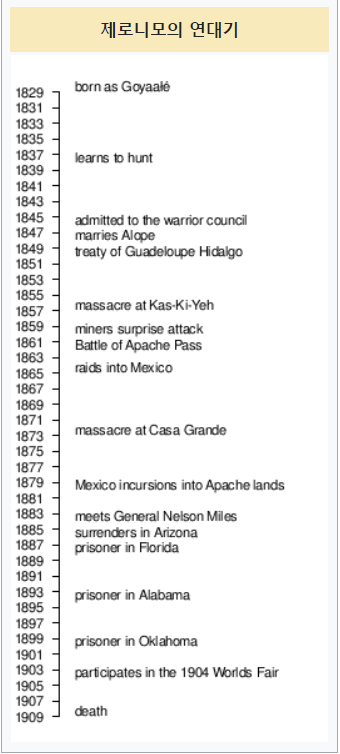
제로니모 연대기

고야슬레(1829년 6월 26일 ~ 1909년 2월 17일) 또는 제로니모(Geronimo)는 베돈코헤(Bedonkohe band) 출신 치리카와 아파치족의 주술치료사이며, 아파치 전쟁 중 아파치족 영토를 계속 잠식해 들어오던 멕시코와 미국을 상대로 투쟁했던 아메리카 원주민의 걸출한 지도자였다. 그의 이름은 치리카와어로 Goyaałé라고 쓰며, '하품하는 사람(one who yawns)'이라는 뜻이다. 영어로는 Goyathlay 또는 Goyahkla라고 표기하기도 한다. 그의 별명 제레니모는 스페인어를 쓰는 멕시코군이 붙여준 것이다. 여러차례 체포와 탈출을 반복하며 투쟁하던 제로니모였지만, 미국 기병대가 1886년 8월에 그를 체포한 후 그의 투쟁도 막을 내렸다.

## 배경
유럽인들이 오기 전 대륙을 차지하고 있었던 인디언들은 나중에는 소수민족으로 흩어진다. 그들은 북아메리카의 95%를 차지하고 있었지만 급격히 인구 수가 줄어들었다. 그 원인 중 하나로 백인들의 식민지 전쟁, 학살, 약탈이 있다. 1492년 가을 콜럼버스가 앤틸리스 제도에 닻을 내렸을 때 백인들에게는 대륙의 발견이었으나 원주민들에게는 비극의 시작이었다. 백인들은 처음에는 종교적인 이류에서 메이플라워호를 타고 대륙으로 건너왔지만 금광을 발견하자 그들은 더많은 황금과 땅에 대한 욕망을 드러내었다. 금을 얻기 위해 아메리카 원주민들을 노예로 만들었으며 백인들의 대량학살로 인한 질병이 원주민들의 인구 수를 줄게 했다.1883년에는 평원의 들소 떼의 도살도 끝이 났고 그와 함께 인디언의 숫자도 3분의 1로 줄었다.
당시 아파치족은 미국의 남서부에 살고 있었고 여러 지파로 갈라져 있었으며 6000명도 안되는 소수 부족이었다. 그러나 250년이 넘게 스페인 사람들에게 대항해 게릴라전을 펼쳤고 부족과 땅을 지키기 위해서 뭉치는 용맹함으로 명성을 떨쳤다. 그중에서 가장 두드러진 인물이 제로니모였다.

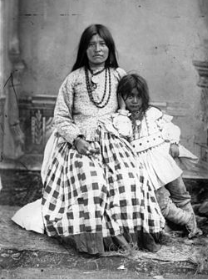
제로니모의 아내와 아이

## 생애 및 가족
제로니모는 당시 멕시코의 일부였던 뉴멕시코주의 힐라 강의 지류였던 터키 크리크 근교의 아파치 베돈코헤에서 태어났다. 그의 할아버지는 Bedonkohe Apache의 추장이었고 3명의 형제와 4명의 자매들이 있었다. 그의 아버지의 죽음 이후에 어머니는 Tchihende로 데려가고 그들과 함께 키웠다. 제로니모는 17살에 Nedni-Chiricahua의 Alope와 결혼했고 3명의 자녀를 두었다.

## 이름 기원
스페인어 제로니모라는 가톨릭 성인의 이름에는 영어로는 제롬, 라틴어로는 히에로니무스라 불리는 카톨릭 성인이라는 뜻이 있다. 제로니모의 본명은 고야틀레이 '하품하는 자'를 뜻한다. 멕시코의 '카스키예'라는 마을에서 아파치족은 카스키예의 수호성인인 성 제로니모의 축일에 카스키예를 습격하였다. 성당에서는 성 제로니모의 생을 재현하는 연극이 상연될 예정이었는데, 고야틀레이가 나타나자 멕시코군의 펠리페 대장은 장난으로 만세를 외쳤다. “성 제로니모 만세! 성 제로니모 만세!” 대장이 외치니 사람들도 따라 외쳤다. “성 제로니모 만세! 성 제로니모 만세!” 그 후 그의 이름은 자연스럽게 제로니모가 되었다. 

## 카스키예 전투
1858년 3월 5일, 호세 마리아 카라 스코 대령이 이끄는 소 노라 출신 멕시코 군인 400 명 일 개 중대 가 야노스 (아파치의 카이-예이) 외부의 제로니모 진영을 공격했다. 베돈코에족 4분의 1에 달하는 여자와 아이들이 죽었다. 이 전투에서 제로니모의 어머니와 아내 그리고 3명의 아이들이 죽임을 당하였다. 따라서 제로니모는 멕시코인들을 평생 증오했다. 그와 그의 추종자들은 만나는 멕시코인들마다 살해했다. 내셔널 지오그래픽 (National Geographic)에 따르면 "소 노라 총재는 1886년 제로니모의 야생 경력 마지막 5 개월 동안 16 명의 전사가 500 명에서 600 명의 멕시코 인을 학살했다고 주장했다.
나는 많은 멕시코 인들을 죽였습니다. 나는 얼마나 많은지를 알지 못합니다. 그들 중 일부는 계산할 가치가 없었습니다. 그 이후로 오랜 시간이 지났지 만 여전히 멕시코 인에 대한 사랑은 없습니다. 나와 함께 그들은 항상 위험하고 악했습니다.

—  Geronimo, My Life: The Autobiography of Geronimo, 1905.
추장이었던 Mangas Coloradas는 제로니모의 멕시코인들에 대한 복수를 돕기 위해 코치스(Cochise)를 보냈다. 추장 코치스는 Mangas Coloradas의 사위였고 그는 초코넨족의 지원을 약속했다. 또한 제로니모는 동쪽의 네드니 아파치 부족으로 가서 추장 후의 네드니족의 지원 약속을 받아냈다. 카스키예 학살이 벌어진 약 1년 후 세 부족이 멕시코 국경에 모여들었다. 제로니모는 이 전투의 지휘자였는데, 두시간 가량의 격렬한 전투를 승리로 이끌어 멕시코인들에 대한 복수를 한다.
아파치들은 제로니모를 아파치 부족 전체의 전시 추장으로 삼았다. 전시추장이 된 제로니모는 이후 30년 동안 백인들을 위협하는 가장 강력한 인디언 지도자가 되었다. 아파치 인디언들에게 제로니모는 ‘전쟁주술사’와 같았다. 평시에 추장이나 주술사가 중요한 역할을 한다면, 전쟁주술사는 위기에 처한 부족을 구해주는 메시아와 같은 존재였다. 카스키예에서 대대적인 복수를 감행했지만 제로니모의 분노는 사그라 들지 않았다. 가족을 잃은 슬픔은 어떤 복수로도 보상받을 수 없었다. 제로니모는 계속해서 결사대를 조직해 멕시코 마을을 습격하고 약탈전을 벌였다. 그에 따라 멕시코군은 대대적인 소탕작전을 벌였고, 미군은 애리조나에서 인디언 소탕작전을 벌였다.
이 전투 이후 제로니모는 그의 악명만큼 높은 현상금이 걸렸다. 아파치 전사 한 명당 100페소, 아파치 여자는 50페소, 아파치 아이나 여자는 25페소였지만 제로니모의 현상금은 2000페소와 말 20마리, 소 50마리였다. 미 육군과 맞닥뜨리기 전에, 이미 멕시코 전역에는 그의 악명이 퍼져있었다.

## 투항과 죽음
제로니모는 1884년 멕시코군과 마지막 큰 전투를 벌인다. 위에서 미군들이 인디언들을 소탕하고 있을 때 제로니모는 멕시코로 남하한다. 그는 야영지를 자주 바꾸어 위치를 들키지 않게 했고 잠자기 전에는 정찰병을 세워 대비했다. 제로니모는 항상 부족민들을 설득하여 스스로 나서서 싸우기를 독려하여 수많은 아파치 전사들이 목숨을 걸고 그를 따랐다. 그를 뒤쫓는 미군들을 그의 지략으로 항상 따돌렸지만 시간이 지날수록 그의 전사는 죽어갔고 수는 줄어들었다. 결국 그에게 한계가 왔고 5,000명의 토벌대에 맞서는 그는 여성과 아이들을 포함해 36명에 불과했다.
1886년 9월 3일 제로니모에게 토벌대의 사령관 넬슨 마일스는 플로리다에서 잠시 생활한 뒤 반드시 애리조나로 되돌아가게 해준다고 약속하면서 항복을 권유했다. 이튿날 항복한 제로니모는 이후 다시는 전사의 길을 걸을 수 없었다.
1909년 2월 17일 제로니모는 여전히 포로인 몸으로 죽었다. 죽기 직전, 그는 자신의 애마에 안장을 얹어서 한 나무에 묶어 놓으라고 유언했다. 3일 후 그말을 데리러 오겠다고 말했지만 사람들은 따르지 않았다. 1906년 자서전을 낸 후 3년 뒤인 1909년 2월, 말을 타고 집으로 오던 중 말등에서 떨어졌고 친구가 발견할 때까지 밤새 추위 속에 방치되었다. 오클라호마주 실 요새에서 폐렴으로 사망했다. 그는 죽기 직전 조카에게 항복하기로 한 결정을 후회했다고 고백했다. 그가 조카에게 한 말이 마지막 말이었다. "나는 항복하지 말았어야 했다. 내가 마지막 사람이 될 때까지 싸워야 했었다." 그는 아파치 인디언 포로 묘지의 오클라호마 포트 실에 묻혔다. 그가 죽을 때는 네드니 아파치족 추장 후의 아들인 아사 다크루지가 곁에 있었다. 아파치족의 전사 제로니모는 이름만 들어도 엄청난 위압감을 주었던 전사였지만 초라하게 세상을 떠났다.

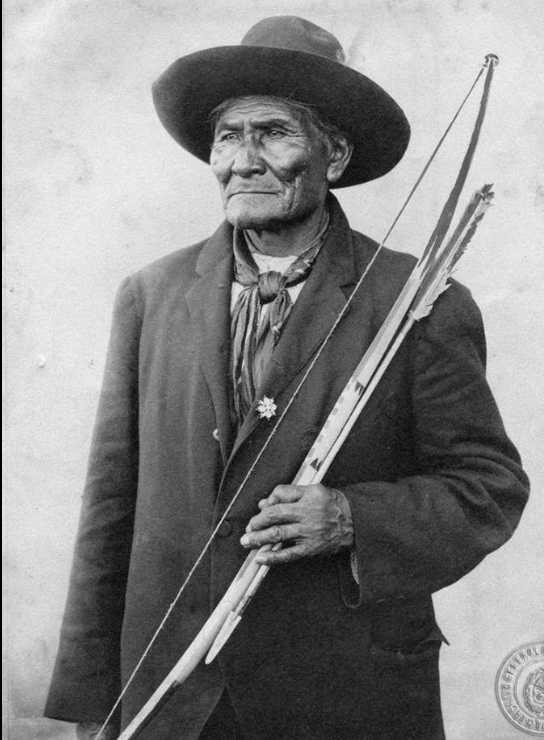
제로니모의 활과 화살

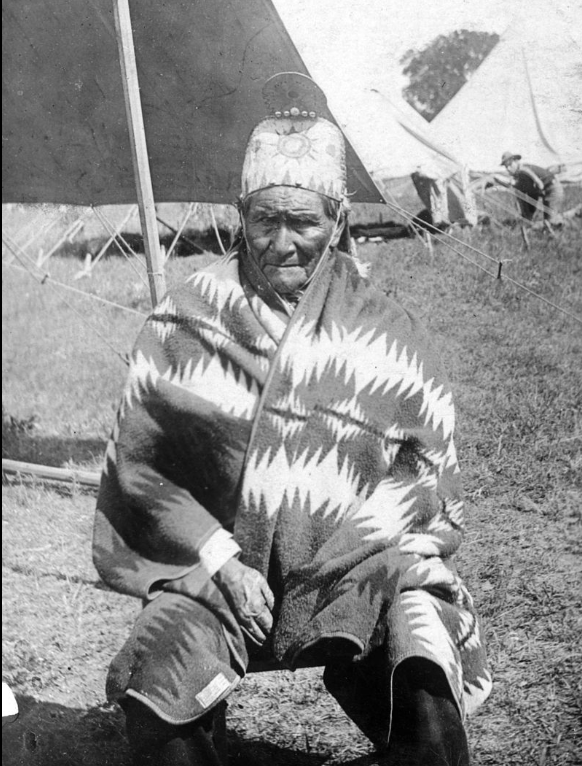
미국군에 잡힌 제로니모(1905년)

## 그의 항복 이후
1894년 제로니모는 실 요새로 옮겨갔고 미국에게 애리조나로 보내줄 것을 요청했지만 미국은 수락하지 않는다. 요새 밖에서 아파치와 제로니모의 이름은 유명해져갔고 결국 1898년 제로니모는 트랜스미시시피와 오마하의 국제박람회에 구경거리로 전시되었다. 이 전시회에 이어 그는 박람회, 전시회 및 기타 공공 행사를 자주 방문했다. 그는 자신의 사진, 활과 화살, 셔츠 단추, 모자까지 팔아서 돈을 벌었다. 그는 자신의 단추를 떼서 사람들에게 팔았을 정도로 그의 물건은 사람들에게 인기 있었다. 루스벨트 대통령 취임식에도 참여할 만큼 유명인사가 되었다.

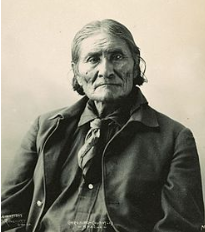
치리카와 추장 제로니모 (1898년).

“제로니모!” 제2차 세계대전 때의 낙하병들은 적지 상공의 비행기에서 뛰어내릴 때 이렇게 외쳤다. 제로니모는 곧 용기와 희생의 상징이었던 것이다. 심지어는 수영장의 다이빙대에서 뛰어내리는 아이들까지도 “제로니모~!”라고 외치면서 뛰어내렸다. 헬리콥터 이름에는 ‘아파치’가 붙었으며, 컴퓨터 소프트웨어 게임에도 ‘아파치’라는 이름이 붙었다. 제로니모와 아파치족을 소재로 여러 편의 영화가 만들어졌을 뿐만 아니라 수많은 서부영화에 제로니모와 아파치는 끊임없이 등장했다.

## 같이 보기
- 오퍼레이션 넵튠 스피어 - 오사마 빈라덴을 사살하는 이 작전의 암호명이 '제레니모'이다.

## 참고 문헌
- 아파치 최후의 추장 제로니모 (이성아, 2009)[4]